# Morenci (Arizona)
Morenci es un lugar designado por el censo ubicado en el condado de Greenlee en el estado estadounidense de Arizona. En el Censo de 2010 tenía una población de 1489 habitantes y una densidad poblacional de 584,85 personas por km².

## Geografía
Morenci se encuentra ubicado en las coordenadas 33°3′8″N 109°19′35″O / 33.05222, -109.32639. Según la Oficina del Censo de los Estados Unidos, Morenci tiene una superficie total de 2.55 km², de la cual 2.49 km² corresponden a tierra firme y (2.24%) 0.06 km² es agua.

## Demografía
Según el censo de 2010, había 1.489 personas residiendo en Morenci. La densidad de población era de 584,85 hab./km². De los 1.489 habitantes, Morenci estaba compuesto por el 70.65% blancos, el 2.35% eran afroamericanos, el 2.89% eran amerindios, el 0.74% eran asiáticos, el 0.07% eran isleños del Pacífico, el 18.13% eran de otras razas y el 5.17% pertenecían a dos o más razas. Del total de la población el 53.12% eran hispanos o latinos de cualquier raza.